# Droits LGBT à Trinité-et-Tobago
Jusqu'en 2018 et depuis 2025, l'homosexualité est interdite dans l'État de Trinité-et-Tobago. Pour un acte homosexuel de sodomie, les personnes peuvent être condamnées à 5 ans de prison depuis 2025 (25 ans jusqu'en 2018). Pour les autres pratiques, la peine est de 5 ans. 
D'après la loi de 1986 :
- Une personne qui commet l'acte de sodomie est coupable d'un délit et subit une peine d'emprisonnement : 
  - (a) si commis par un adulte sur un mineur, à vie ;
  - (b) si commis par un adulte sur un autre adulte, à 25 ans de prison ;
  - (c) si commis par un mineur, à 5 ans de prison[1].

Le 12 avril 2018, la Cour suprême de Trinidad-et-Tobago a invalidé plusieurs sections de sa loi sur les délits sexuels, notamment ceux qui interdisent la sodomie (« buggery ») et l’« indécence grave ». Ces articles, hérités de la colonisation britannique, faisaient des rapports homosexuels consentis des crimes théoriquement passibles de 25 ans de prison. L’arrêt de la Cour suprême trinidadienne doit être confirmé en juillet de la même année.
Le 25 mars 2025, la Cour d'appel trinibadienne a estimé que seul le Parlement pouvait décider de dépénaliser l'homosexualité, annulant la dépénalisation de 2018. Toutefois, la peine pour sodomie est allégée de 25 à 5 ans de prison.

## Reconnaissance des relations entre personnes de même sexe
Trinité-et-Tobago ne reconnaît pas le mariage entre personnes de même sexe ni les unions civiles.
En juillet 2018, le juge Frank Seepersad de la Haute Cour de San Fernando a approuvé une ordonnance visant à résoudre un litige patrimonial entre deux partenaires homosexuels entretenant une relation personnelle et professionnelle. Invoquant l'égalité devant la loi en matière de propriété et d'héritage, Seepersad a souligné l'inégalité de traitement en vertu du droit actuel. Les parties au litige devant le tribunal ont rédigé un accord consensuel pour régler leur litige patrimonial. En l'absence d'accord, Seepersad a averti que le tribunal aurait dû s'appuyer sur le droit des fiducies et adopter des applications innovantes ou radicales pour garantir que la common law soit élaborée afin de déterminer le sort des biens après la dissolution d'une union de même sexe.

## Référence
- (en) Cet article est partiellement ou en totalité issu de l’article de Wikipédia en anglais intitulé « LGBT rights in Trinidad and Tobago » (voir la liste des auteurs).

1. ↑  Texte sur le sujet
2. ↑  « Trinidad-et-Tobago dépénalise l'homosexualité », 360°,‎ 14 avril 2018 (lire en ligne, consulté le 17 avril 2018).
3. 1 2  Moïse Manoel-Florisse, « Droits LGBT+ : Trinité-et-Tobago réhabilite ses lois homophobes, annulées en 2018 », sur Association STOP Homophobie, 29 mars 2025 (consulté le 19 avril 2025)
4. ↑  (en-US) Jada Loutoo, « Judge: Greater equality for same-sex couples », sur Trinidad and Tobago Newsday, 30 juin 2018 (consulté le 18 août 2025)